# زورآباد (جوین)
زورآباد روستایی در دهستان بالاجوین بخش مرکزی شهرستان جوین استان خراسان رضوی ایران است.

## جمعیت
بر پایه سرشماری عمومی نفوس و مسکن در سال ۱۳۹۵ جمعیت این روستا ۱٬۹۴۶ نفر (۶۰۵خانوار) بوده‌است.